# Pepe Romero
Pour les articles homonymes, voir Romero.
Pepe Romero, né le 8 mars 1944 à Malaga, est un guitariste de musique classique et de flamenco d'origine espagnole et naturalisé américain[réf. nécessaire], particulièrement réputé pour sa technique et le style coloré de ses interprétations.

## Biographie

### Premières années
Pepe Romero s'est initié à la guitare avec son père, Celedonio Romero, connu comme concertiste et enseignant, et qui a été son unique professeur. Il n'avait que 7 ans lorsqu'il a fait sa première apparition en public avec lui au Teatro Lope de Vega à Séville,.

### Los Romeros et la carrière de concertiste
En 1957, la famille Romero a quitté l'Espagne de Franco pour s'installer aux États-Unis. Avec son père et ses deux frères, Celin et Angel, Pepe Romero a fait partie du quatuor de guitares Los Romeros, fondé en 1960. Il s'est produit partout à travers le monde comme membre du quatuor et en solo, interprétant des œuvres classiques aussi bien que le répertoire flamenco. Sa discographie comprend plus d'une soixantaine d'enregistrements, dont une vingtaine avec l'Academy of St. Martin-in-the-Fields. Il a joué sous la direction de plusieurs chefs réputés, entre autres Sir Neville Marriner, Eugene Ormandy et Rafael Frühbeck de Burgos. Il a donné des concerts, en solo ou avec le quatuor, à la Maison blanche, au Vatican pour le pape Jean-Paul II, pour le prince Charles, pour le roi Juan Carlos et la reine Sofia d'Espagne, et pour la reine Beatrix des Pays-Bas.
Le quatuor Los Romeros a créé plusieurs œuvres de compositeurs, notamment le Concerto andalou de Rodrigo et le Concerto Iberico de Federico Moreno Torroba.